# Атис
Атис (арм. Հատիս) — село в Армении в Котайкской области.

## География
Село расположено в 12 км к северо-востоку от Абовяна и в 20 км к северо-востоку от Еревана. К северо-западу от села расположена вершина Гутансар (2299 м), тремя километрами южнее по грунтовке между Атисом и Заром расположено село Зовашен, в 5 км юго-западнее по грунтовке между Атисом и селом Котайк расположено село Капутан. К югу от села, между сёлами Капутан и Зовашен расположена одноимённая вершина Атис (2529 м). Село соединяет с внешним миром единственная асфальтная дорога, которая ведёт к юго-западу через село Капутан к селу Котайк (расстояние 10 км), где расположена трасса, которая даёт выход на ближайший город Абовян и на Ереван. Есть также грунтовая дорога, которая через Зовашен идёт к югу к селу Зар, только в отличие от асфальтной дороги обходит вершину Атис с востока, а не с запада. Ближайшая железная дорога расположена в Абовяне. Там же расположена и ближайшая магистральная трасса — Тбилисское шоссе (Севанское шоссе).
Современное название село получило в 1978 году, до это называлось Кянкян (азерб. "Колодец").

## Легенда
По одной из версий свое имя (Атис) гора получила в честь бога природы — Аттис, по другой (гора Шамирам) именно здесь встретились армянский царь Ара и ассирийская царица Шамирам (Семирамида) во время похода на Армению. На склоне горы сохранились руины древней крепости которую также называют крепостью Шамирам.

## Население
По данным «Сборника сведений о Кавказе» за 1880 год в селе Кянкян Новобаязетского уезда по сведениям 1873 года было 64 двора и проживало 548 татар, которые были шиитами.
По данным Кавказского календаря на 1912 год, в селе Кянкян Новобаязетского уезда проживал 968 человек, в основном азербайджанцев, указанных как «татары».